# Life Is Yours
Life Is Yours è il settimo album in studio del gruppo rock britannico Foals, pubblicato il 17 giugno 2022 tramite Warner/ADA. L'album è stato preceduto da cinque singoli; Wake Me Up, 2am, Looking High, 2001 e Crest of the Wave.
Life Is Yours è il primo album del gruppo come trio, dopo le partenze del tastierista Edwin Congreave nel 2021 e del bassista Walter Gervers nel 2018. L'album è anche degno di nota come la prima volta che il gruppo collabora con più produttori per una pubblicazione, che include John Hill, Dan Carey, AK Paul e Miles James.

## Tracce
1. Life Is Yours – 4:12
2. Wake Me Up – 4:23
3. 2am – 3:44
4. 2001 – 4:27
5. Summer Sky – 0:36
6. Flutter – 3:35
7. Looking High – 4:21
8. Under the Radar – 2:59
9. Crest of the Wave – 3:46
10. The Sound – 4:25
11. Wild Green – 5:27

## Classifiche
| Classifica (2022) | Posizione massima |
| ----------------- | ----------------- |
| Australia         | 13                |
| Nuova Zelanda     | 35                |
| Regno Unito       | 3                 |
| Svizzera          | 10                |